# Tutong 1 (jezik)
Tutong 1 jezik (ISO 639-3: ttx; povučen iz upotrebe 14. 1. 2008), nekada priznati samostalni jezik austronezijske porodice, uža bisayanska skupina, kojim govori oko 15 000 ljudi u Bruneju (1995 Martin) i 10 000 u Maleziji duž donjeg toka rijeke Limbang.
Etnički su priznati pod imenom Dusun. Njihov jezik danas se vodi kao dijalekt brunejskog bisayanskog [bsb]. Identifikator je povučen iz upotrebe 14. siječnja 2008.
Nije isto što i tutong 2.

## Vanjske poveznice
- Ethnologue (14th)
- Ethnologue (16th)
- Tutong 1